# Kranssjöpung
Kranssjöpung (Aplidium turbinatum) är en sjöpungsart som beskrevs av Savigny 1816. Kranssjöpung ingår i släktet Aplidium och familjen klumpsjöpungar. Arten är reproducerande i Sverige. Inga underarter finns listade i Catalogue of Life.